# دلیج
دلیج (به ترکی استانبولی: Delice) یک منطقهٔ مسکونی در ترکیه است که در استان قرق‌قلعه واقع شده‌است. دلیج ۷۰۲ متر بالاتر از سطح دریا واقع شده‌است.